# 1749.
◄ | 17. stoljeće | 18. stoljeće | 19. stoljeće | ►
◄ | 1710-ih | 1720-ih | 1730-ih | 1740-ih | 1750-ih | 1760-ih | 1770-ih | ►
◄◄ | ◄ | 1746. | 1747. | 1748. | 1749. | 1750. | 1751. | 1752. | ► | ►►
Arhitektura • Astronomija • Biologija • Glazba • Kazalište • Kemija • Kiparstvo • Knjige • Književnost • Kršćanstvo • Medicina • Politika • Pravo • Promet • Slikarstvo • Znanost

## Rođenja
- 28. kolovoza – Johann Wolfgang von Goethe, njemački književnik († 1832.)
- 4. rujna – Antun Pejačević, hrvatski plemić († 1802.)
- 3. studenog – Daniel Rutherford, škotski kemičar i liječnik († 1819.)
- 17. studenog – Nicolas Appert, francuski kuhar i slastičar, "otac konzervi" († 1841.)
- 17. prosinca – Domenico Cimarosa, talijanski skladatelj († 1801.)

## Smrti
- 5. srpnja – Petar Bakić, srijemski i bosansko-đakovački biskup (* 1670.)

## Vanjske poveznice
|  | Zajednički poslužitelj ima još gradiva o temi 1749. |